# Kapenguria
Kapenguria è un centro abitato del Kenya, capoluogo della contea di West Pokot. È situato nella Rift Valley.